# 나타 운갈라크

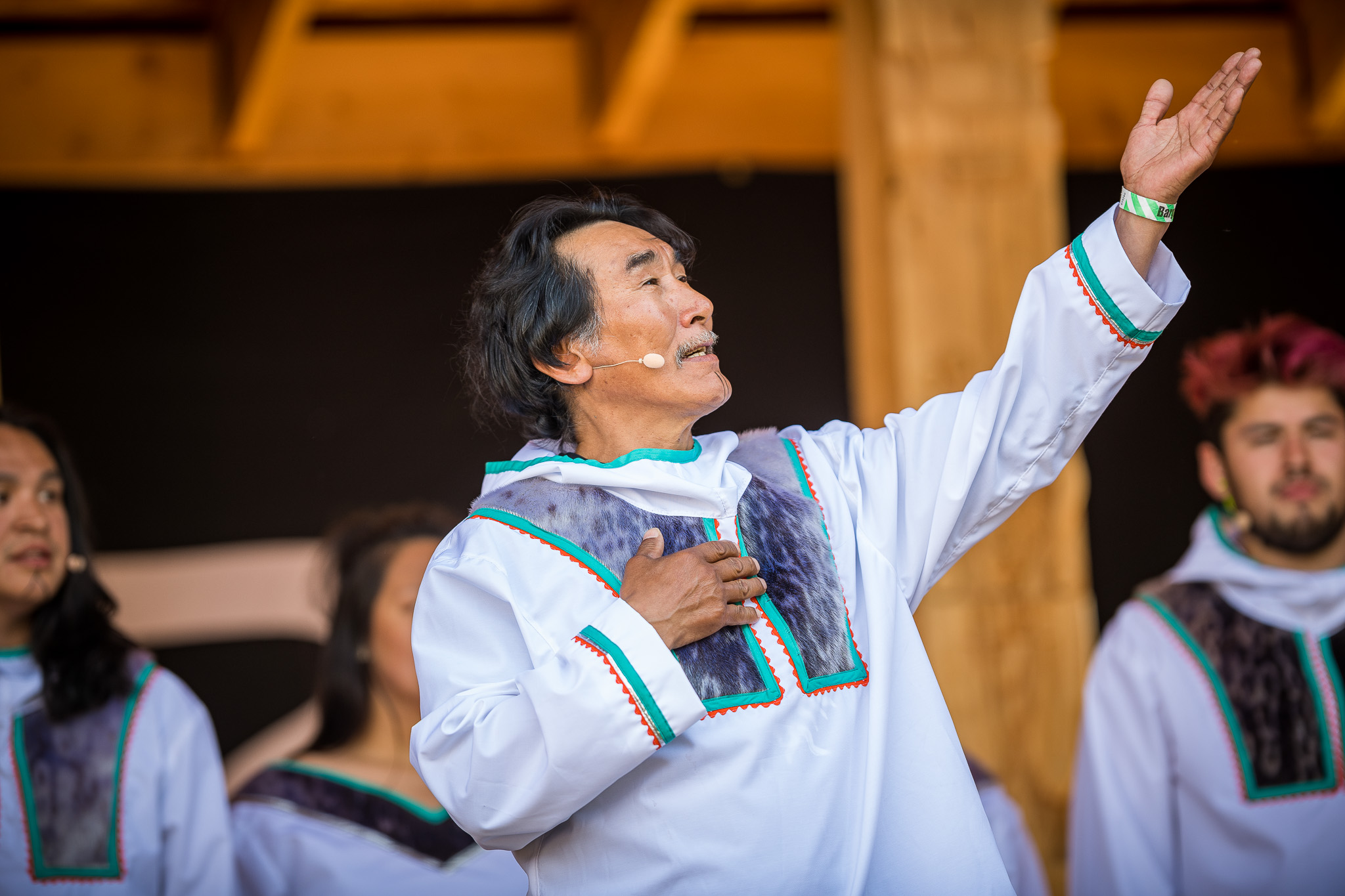

나타 운갈라크(Natar Ungalaaq, 1959년 1월 1일 ~ )는 캐나다의 영화 감독, 배우, 조각가, 텔레비전 배우이다.
이글루릭에서 태어났다.

## 영화
- 그리즐리스 (2018년)
- 이칼루이트 (2016년)
- 말리글루팃 (2016년)
- 인생의 필수품 (2008년)
- 라스무센의 일기 (2006년)
- 아타나주아 (2001년)